# Patrice Chapuis
Patrice Chapuis (* 4. April 1974) ist ein ehemaliger französischer Bogenbiathlet.
Patrice Chapuis erreichte seinen größten internationalen Erfolg, als er bei den Bogenbiathlon-Europameisterschaften 2001 in Pokljuka gemeinsam mit Julien Storti, Emmanuel Jeannerod und Sebastien Gardoni den Titel im Staffelrennen vor den Vertretungen Russlands und Italiens gewinnen konnte. Bei den Bogenbiathlon-Weltmeisterschaften 2001 konnte Chapuis in Kubalonka im Massenstartrennen 12. werden.